# Russ (Francia)
Russ è un comune francese di 1 254 abitanti situato nel dipartimento del Basso Reno nella regione del Grand Est.

## Società

### Evoluzione demografica
Abitanti censiti